# Гейті (Південна Дакота)
Гейті (англ. Hayti) — місто (англ. town) в США, в окрузі Гемлін штату Південна Дакота. Населення — 393 особи (2020).

## Географія
Гейті розташоване за координатами 44°39′26″ пн. ш. 97°12′16″ зх. д. / 44.65722° пн. ш. 97.20444° зх. д. (44.657166, -97.204398).  За даними Бюро перепису населення США в 2010 році місто мало площу 0,81 км², уся площа — суходіл.

## Демографія
Згідно з переписом 2010 року, у місті мешкала 381 особа в 152 домогосподарствах у складі 102 родин. Густота населення становила 468 осіб/км².  Було 173 помешкання (212/км²).
Расовий склад населення:
| - 96,3 % — білих - 0,8 % — корінних американців - 2,9 % — осіб інших рас |

До двох чи більше рас належало 0,0 %. Частка іспаномовних становила 3,9 % від усіх жителів.
За віковим діапазоном населення розподілялося таким чином: 32,0 % — особи молодші 18 років, 53,3 % — особи у віці 18—64 років, 14,7 % — особи у віці 65 років та старші. Медіана віку мешканця становила 32,9 року. На 100 осіб жіночої статі у місті припадало 98,4 чоловіків;  на 100 жінок у віці від 18 років та старших — 94,7 чоловіків також старших 18 років.
Середній дохід на одне домашнє господарство  становив 56 940 доларів США (медіана — 47 434), а середній дохід на одну сім'ю — 58 138 доларів (медіана — 53 125). Медіана доходів становила 42 222 долари для чоловіків та 30 417 доларів для жінок. За межею бідності перебувало 2,4 % осіб, у тому числі 2,6 % дітей у віці до 18 років та 6,4 % осіб у віці 65 років та старших.
Цивільне працевлаштоване населення становило 200 осіб. Основні галузі зайнятості: виробництво — 15,5 %, освіта, охорона здоров'я та соціальна допомога — 15,0 %, будівництво — 13,0 %.